# Peñarol Montevideo
Der Club Atlético Peñarol – meist kurz Peñarol [peɲaˈɾol] und im deutschen Sprachraum meist Peñarol Montevideo genannt – (Spitznamen: Manyas, Aurinegros, Carboneros und Mirasoles) ist ein Sportverein aus der uruguayischen Hauptstadt Montevideo, der international vor allem für seine Fußballabteilung bekannt ist. Mit fünf Siegen bei der Copa Libertadores und drei gewonnenen Weltpokalen ist Peñarol einer der erfolgreichsten Fußballvereine der Welt.
Die Ursprünge des Vereins reichen auf den am 28. September 1891 von britischen Eisenbahnarbeitern gegründeten Central Uruguay Railway Cricket Club (CURCC) zurück. Seit 1913 führt der Verein den Namen Peñarol, nach dem gleichnamigen Stadtteil von Montevideo. Seit der ersten Saison spielt der Verein ununterbrochen in der jeweils höchsten Leistungsklasse des uruguayischen Fußballs. 1933 trug man außerdem das erste Frauenfußballspiel aus. Seit der Etablierung eines neuen Systems im Jahre 1996 gelang es mit Ausnahme einiger Jugendmannschaften aber nicht mehr, ein Frauenteam aufzustellen.
Neben Fußball existieren auch Abteilungen für Futsal und Boxen. In der Vergangenheit war Peñarol auch im Basketball, Motorradsport, Radrennen, Show Goal, im Schach, Tischtennis, Poolbillard sowie im Fechten äußerst erfolgreich. Zahlreiche Vereine weltweit haben im Laufe der Jahre den Namen Peñarols übernommen. Die mit 39 meisten sind in uruguayischen Kleinstädten ansässig. In Argentinien finden sich 23 Peñarols, im restlichen Amerika 20 und in Europa drei.

## Geschichte der Fußballabteilung

### Die frühen Jahre

#### 1891–1913: CURCC

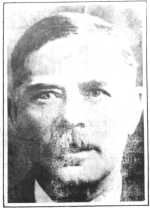
Frank Henderson war der erste Präsident des CURCC und amtierte von 1891 bis 1899

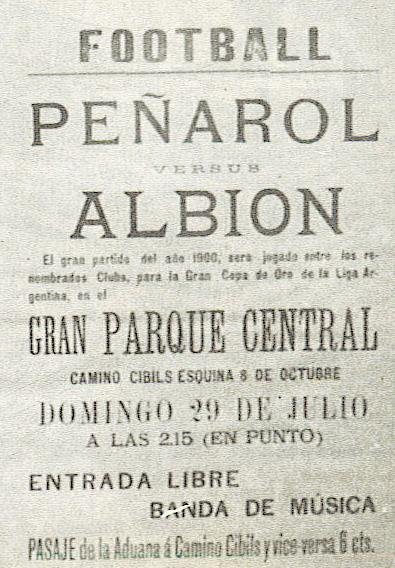
Plakat aus dem Jahre 1900, das die Partie zwischen Peñarol und Albion FC ankündigt

Seit 1878 existierte die britische Eisenbahngesellschaft der Central Uruguay Railway in Montevideo. Am 28. September 1891 gründeten 118 Arbeiter und Angestellte der Firma den Central Uruguay Railway Cricket Club (CURCC) – 72 von ihnen waren britische Staatsangehörige, einer Deutscher und 45 Uruguayer. Noch heute werden die Spieler des Vereins daher umgangssprachlich „Engländer“ genannt. In Anbetracht dessen, dass der Name für die spanischsprachigen Anhänger zu kompliziert auszusprechen war, etablierte sich im Volksmund für den Verein die Bezeichnung Peñarol nach der Montevideo vorgelagerten Siedlung, deren Name wiederum auf den italienischstämmigen Farmer Juan Bautista Crosa zurückging, der aus der norditalienischen Stadt Pinerolo stammte. Bereits ein Jahr nach der Gründung entstand 1892 die Fußballsparte, die binnen sehr kurzer Zeit die ursprünglichen Sportarten Cricket und Rugby verdrängte. Das erste Spiel wurde gegen eine Auswahl einer englischen Highschool ausgetragen und konnte mit 2:0 durch den neuen Club gewonnen werden.

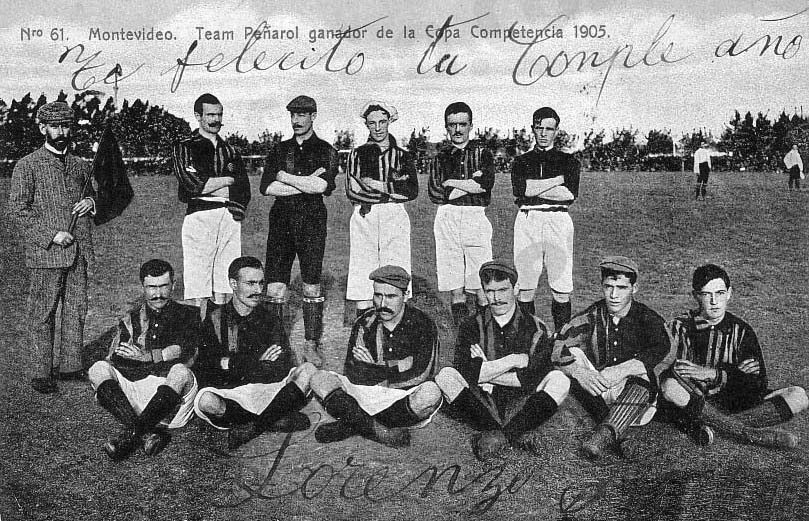
Die Mannschaft des CURCC im Jahre 1905

Im Jahre 1895 ernannte man Julio Negrón als ersten Uruguayer zum Mannschaftskapitän; bis dato hatten stets Engländer diese Aufgabe übernommen. 1900 etablierte CURCC zusammen mit Atlético Uruguay, dem Deutschen Fussball Klub sowie dem Albion FC die Asociación Uruguaya de Fútbol (AUF) mit der Uruguay Football Association League und somit die erste Amateurliga des Landes. Das erste Spiel am 10. Juni 1900 gewann CURCC mit einem 2:0 gegen Albion und die ersten offiziellen Ligatreffer des Vereins erzielten dabei Juan Peña und William Davies. Es gelang schließlich, sich den Meistertitel zu sichern – ein Erfolg, den man 1901 wiederholen konnte. 1903 war CURCC durch ein 12:0 gegen Triunfo die erste Mannschaft der Liga, die mehr als zehn Tore in einem Spiel schoss. Nach den ersten Meistertiteln für Nacional und einer einjährigen Ligaunterbrechung auf Grund bürgerkriegsähnlicher Zustände errangen die Schwarz-Gelben auch die Titel der Jahre 1905 und 1907. Bis 1907 waren die Vorsitzenden der Central Uruguay Railway in Personalunion auch Vereinspräsidenten, doch der neue Vorstandschef Charles W. Bayne verwies auf die anhaltenden wirtschaftlichen Probleme sowie auf die für ihn zusätzliche Arbeit und nahm den Posten nicht an. Dies war der Startpunkt eines langjährigen Konfliktes zwischen Unternehmen und Verein, der schließlich in der Abspaltung des ersteren mündete.
Im Jahre 1908 verließ CURCC aus Protest gegen die neue Spielplangestaltung die Liga, kehrte aber schon 1909 zurück. Im gleichen Jahr kam es zu einem aufsehenerregenden Zwischenfall, als Anhänger des CURCC einen für den Transport der Spieler der gegnerischen Mannschaften vorgesehenen Wagen in Brand setzten. In der Folge verschärften sich die Spannungen im Verhältnis zur Eisenbahnfirma. Nach dem Gewinn der Meisterschaft 1911 berief man eine Untersuchungskommission ein mit dem Ziel, einzelne Bereiche des Vereins zu reformieren. Die Kommission unterbreitete die Vorschläge, auch mit Partnern und Spielern außerhalb des Unternehmens zusammenzuarbeiten und schlug gleichzeitig eine Umbenennung des Clubs in Peñarol vor. Dieser Vorort von Montevideo war die Heimat der meisten uruguayischen Arbeiter der Central Uruguay Railway und trug seinerseits den Namen in Anlehnung an die norditalienische Stadt Pinerolo. Im Juni 1913 wurden diese Ideen auf einer Vereinsversammlung abgelehnt, da der Vorstand sich von Vorurteilen über Peñarol distanzieren wollte, die das Bild eines sozial schwächeren, von Gewalt geprägten Vorortes geprägt hatten. Im November des gleichen Jahres befragte man die Fans der Fußballsparte und es wurde offensichtlich, dass diese gewillt waren, dem Club auch im Falle einer Umbildung zu folgen. Die daraus resultierenden Anträge gingen am 15. November beim Vorstand ein. Am 13. Dezember 1913 löste sich schließlich die Fußballsparte aus der Eisenbahnfirma heraus und erhielt den Namen CURCC Peñarol. Einige Monate später, am 12. März 1914, erfolgte die offizielle Umbenennung in Club Atlético Peñarol, die zwei Tage darauf durch die AUF und die Regierung von Uruguay bestätigt wurde. Somit war der Verein als legitimer Nachfolger des CURCC gelistet.

#### 1914–1931: Bleibende Dominanz in der Amateurliga
Die ersten Jahre unter dem neuen Namen verliefen für den Verein weniger erfolgreich, obschon man an der Ligaspitze mitspielen konnte. 1915, 1916 und 1917 wurde jeweils der zweite Tabellenplatz errungen und in dieser Zeit war die Eröffnung des Stadions Las Acacias 1916 einer der vereinshistorischen Höhepunkte. 1918 und 1920 gelang den Fußballern dann zweimal der Gewinn des Meistertitels, bevor sich die Schwarz-Gelben gemeinsam mit Central Español und den Montevideo Wanderers in Folge gravierender Differenzen von der AUF abspaltete und die Federación Uruguaya de Football (FUF) gründete. Diese organisierte über einen Zeitraum von zwei Spielzeiten (1923 und 1924) eine parallellaufende Meisterschaft, die Peñarol im zweiten Jahr gewinnen konnte. Dieser Sieg wird im Nachhinein von der AUF jedoch nicht als offizieller uruguayischer Meisterschaftsgewinn gewertet. 1926 kam es zur Wiedervereinigung der beiden Ligasysteme und zur Auflösung der FUF. Die in jenem Jahr ausgetragene Spielzeit konnte sich Peñarol zwar sichern, doch gilt sie auf Grund der damals herrschenden Übergangsverhältnisse lediglich als Copa del Consejo Provisorio.

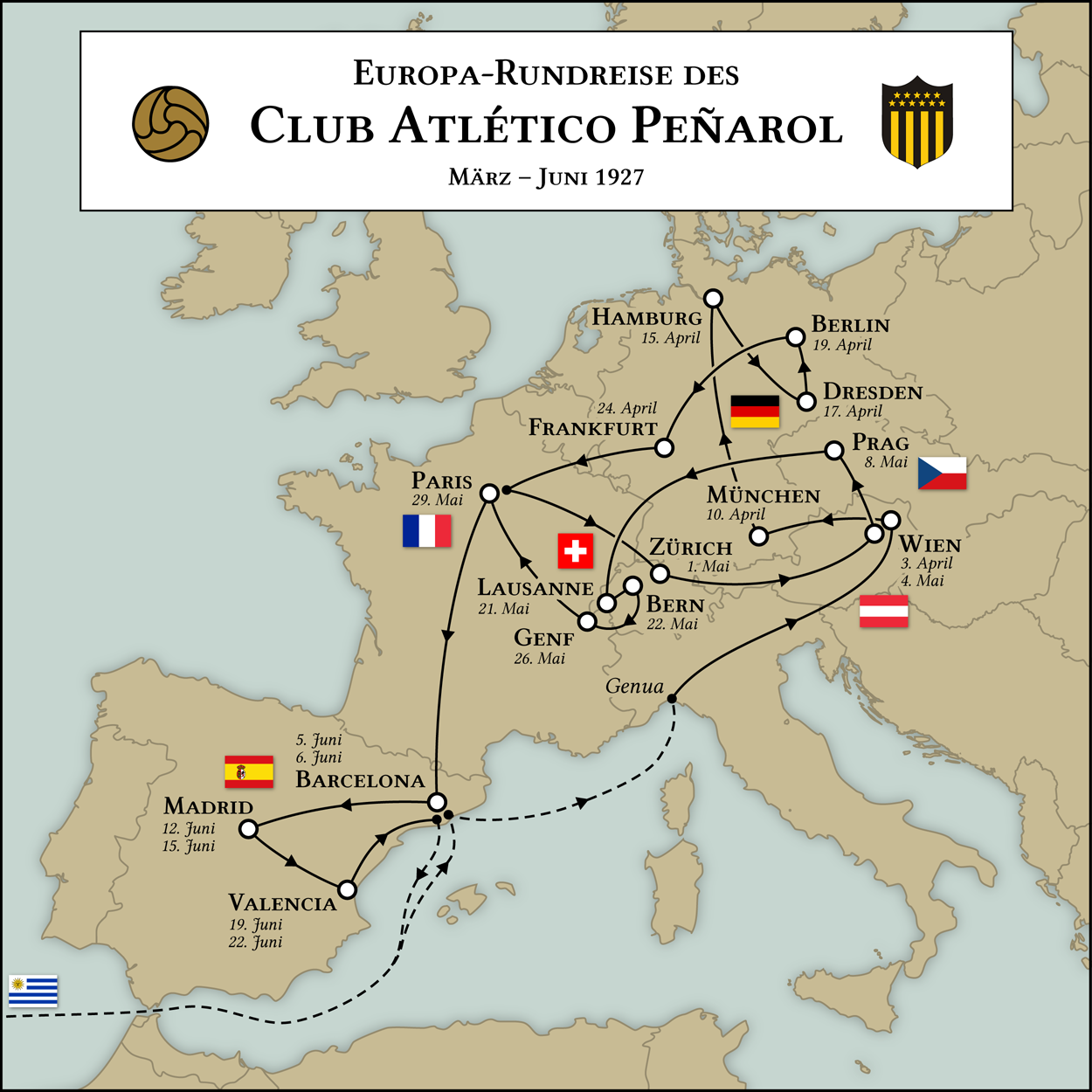
Europa-Rundreise von Peñarol Montevideo 1927

Nach einer erstmals veranstalteten Spielereise durch Europa im Jahre 1927 konnte Peñarol auch 1928 und 1929 zum erfolgreichsten Club Uruguays gekürt werden. Ebenfalls 1929 ernannte der Verein Julio María Sosa zum ersten Ehrenpräsidenten und trat im folgenden Jahr zur ersten Partie im Estadio Centenario an, wobei der Club Olimpia 1:0 bezwungen wurde.

### Profiära

#### 1932–1957: Erste Erfolge
| 1932                                               | 01 |
| 1933                                               | 02 |
| 1934                                               | 02 |
| 1935                                               | 01 |
| 1936                                               | 01 |
| 1937                                               | 01 |
| 1938                                               | 01 |
| 1939                                               | 02 |
| 1940                                               | 04 |
| 1941                                               | 02 |
| 1942                                               | 02 |
| 1943                                               | 02 |
| Hellorange: Gewinn der uruguayischen Meisterschaft |    |

| 1944                                               | 01 |
| 1945                                               | 01 |
| 1946                                               | 02 |
| 1947                                               | 02 |
| 1948                                               | 0– |
| 1949                                               | 01 |
| 1950                                               | 02 |
| 1951                                               | 01 |
| 1952                                               | 02 |
| 1953                                               | 01 |
| 1954                                               | 01 |
| 1955                                               | 02 |
| 1956                                               | 02 |
| 1957                                               | 02 |
| Hellorange: Gewinn der uruguayischen Meisterschaft |    |

Am 29. April 1932 führte die AUF offiziell den Profifußball ein, und die Liga wurde dementsprechend umgestaltet. Das erste Spiel der neuen Ära bestritt Peñarol gegen River Plate Montevideo und am Ende der Eröffnungssaison konnten sich die Schwarz-Gelben den ersten professionellen Meistertitel sichern – mit fünf Punkten Vorsprung auf den Zweitplatzierten Rampla Juniors FC. Nach zwei zweiten Platzierungen in den Folgejahren gelang dem Verein in den Jahren 1935 bis 1938 die Seltenheit vierer Landesmeisterschaften in Serie. Die Saison 1939 war gekennzeichnet und überschattet vom ersten Streik von Profifußballern in Uruguay überhaupt, und im Jahre 1943 erwarb Peñarol großflächige Außenanlagen zur sportlichen Nutzung. Fünf Jahre darauf, 1948, organisierte die Vereinigung der Mutualisten der uruguayischen Fußballer einen großen Arbeitskampf, in dessen Folge die Spielzeit abgebrochen werden musste. 1955 erfolgte auf dem zwölf Jahre zuvor gekauften Land die Eröffnung der Mehrzwecksporthalle Palacio Peñarol. Insgesamt sicherte sich Peñarol in den 26 Jahren von 1932 bis 1957 elf Meistertitel.

#### 1958–1968: Dominanz in Südamerika und die Krone der Welt
| 1958                                               | 01 |
| 1959                                               | 01 |
| 1960                                               | 01 |
| 1961                                               | 01 |
| 1962                                               | 01 |
| 1963                                               | 02 |
| 1964                                               | 01 |
| 1965                                               | 01 |
| 1966                                               | 02 |
| 1967                                               | 01 |
| 1968                                               | 01 |
| Hellorange: Gewinn der uruguayischen Meisterschaft |    |

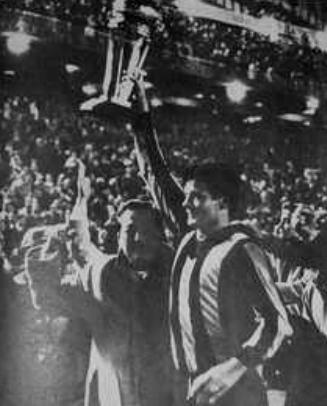
Spieler vom CA Peñarol mit dem Weltpokal 1966

Das Jahrzehnt von 1958 bis 1968 ist das erfolgreichste und titelträchtigste in der Historie der Manyas. Von den ausgespielten elf nationalen Meisterschaften konnten neun gewonnen werden, wobei man 1958 bis 1962 sogar fünfmal in Serie siegte (Quinquenio de Oro) und den Ligarekord des Rivalen Nacional (1939 bis 1943) egalisierte. 1960 qualifizierte sich Peñarol als amtierender Meister für die neu gegründete Copa Libertadores, den schon bald wichtigsten südamerikanischen Vereinsfußballwettbewerb, vergleichbar mit der europäischen UEFA Champions League. Sein erstes Spiel in diesem neuen Modus absolvierte der Verein am 19. April 1960 gegen den bolivianischen Club Jorge Wilstermann und gewann 7:1. Das erste Tor der Partie war gleichzeitig auch das erste Tor in der Geschichte der Copa Libertadores überhaupt und wurde von Peñarols Luis Borges erzielt. Nach dem Sieg über CA San Lorenzo de Almagro im Halbfinale gewann die Mannschaft aus Montevideo auch das Finale gegen den paraguayischen Club Olimpia und durfte sich als offiziell bestes Team des südamerikanischen Kontinentes feiern lassen.

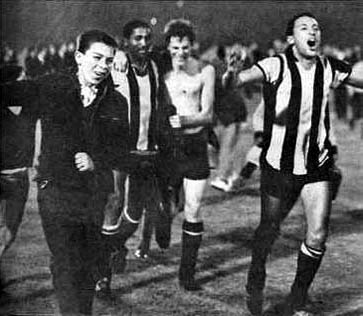
Jubelnde Spieler vom CA Peñarol beim Gewinn der Copa Libertadores im Jahre 1966

Getrübt wurde die Stimmung zwar durch die klare Niederlage (0:0 und 1:5) im Finale des ebenfalls neu geschaffenen Weltpokals gegen den Sieger des Europapokals der Landesmeister Real Madrid, doch schon 1961 gelang Peñarol der Aufstieg an die Weltspitze. Etwas weniger als ein Jahr nach dem Triumph bei der Copa Libertadores gelang dem Verein nämlich der Gewinn auch der zweiten Austragung. Gegen Ende des gleichen Jahres errang man nach drei Entscheidungsspielen (0:1, 5:0, 2:1) gegen Benfica Lissabon schließlich auch den Weltpokal. Zur Copa-Ausrichtung 1962 galt der Titelverteidiger Peñarol als klarer Favorit, doch scheiterte der Verein im Finale am FC Santos. Im Jahre 1963 konnte nach fünf Jahren erstmals gar kein Titel gewonnen werden, danach stellte sich der Erfolg in der Meisterschaft wieder ein. 1965 und 1966 gelang es den Spielern abermals, in die Finals der mittlerweile äußerst hoch eingeschätzten Copa Libertadores einzuziehen. Scheiterte man im ersteren noch am argentinischen CA Independiente, dem Rekordsieger dieses Wettbewerbes, konnte 1966 das in Buenos Aires beheimatete River Plate bezwungen werden. Auch im Vergleich mit Real Madrid setzte sich Peñarol im Weltpokal durch und erlangte somit zum zweiten Mal innerhalb von fünf Jahren – 1961 und 1966 – die Titel als bester kontinentaler sowie als bester Fußballverein der Welt. Mit dem Gewinn der beiden nationalen Meisterschaften 1967 und 1968 ging dieses goldene Jahrzehnt zu Ende. In diese Periode fällt auch die Aufstellung eines bemerkenswerten Rekordes durch Peñarol: Vom 3. September 1966 bis zum 14. September 1968 blieb die Mannschaft in 56 Spielen ungeschlagen. Dies stellt sowohl in der uruguayischen Liga als auch im Vergleich zu sämtlichen anderen professionellen Vereinen Südamerikas eine bis heute unangefochtene Bestmarke dar. Auch im Amateurbereich gelang nur CA Boca Juniors eine längere Serie. Peñarols Serie riss, als eine Niederlage gegen Liverpool Montevideo zu verzeichnen war.
| 1969                                               | 02 |
| 1970                                               | 02 |
| 1971                                               | 02 |
| 1972                                               | 02 |
| 1973                                               | 01 |
| 1974                                               | 01 |
| 1975                                               | 01 |
| 1976                                               | 02 |
| 1977                                               | 02 |
| 1978                                               | 01 |
| 1979                                               | 01 |
| 1980                                               | 03 |
| Hellorange: Gewinn der uruguayischen Meisterschaft |    |

#### 1969–1979: Ein gutes Jahrzehnt
In seiner zweiten und bereits letzten Austragung sicherte sich der CA Peñarol 1969 in zwei Spielen (0:0, 4:1) gegen Racing Club Avellaneda den Gewinn des Interkontinental-Pokals. Dieser Erfolg wurde allerdings erst 2005 von der CONMEBOL nachträglich offiziell anerkannt. Im Jahr darauf erreichte man das Finale der Copa Libertadores, unterlag aber Estudiantes de La Plata aus Argentinien. Im Jahr 1972 reiste die Mannschaft in der Jahresmitte nach Europa. Dort nahm man zunächst Ende Juni 1972 wenig erfolgreich an zwei Begegnungen der Trofeo Ibérico teil. Sodann folgte zwischen dem 3. Juli 1972 und dem 10. August 1972 eine Reihe von Freundschaftsspielen in Jugoslawien, Polen und Griechenland. Gegner waren die Mannschaften von Sparta Prag, Dynamo, Partizan Belgrad, die Polnische Nationalmannschaft, Radnički Niš, Sloboda Tuzla, Velez Mostar und Olympiakos. Es folgte, während im heimischen Uruguay die Meisterschaft zwischenzeitlich bereits wieder begonnen hatte, die Teilnahme an der Trofeo Princípe Juan, der Copa 50 Aniversario de Tenerife und am Torneo Ciudad de Sevilla.
Nach vier zweiten Plätzen hintereinander in der Meisterschaft verpflichtete man 1973 den Stürmer Fernando Morena, der sich in den folgenden Jahren zum wichtigsten Torschützen des Vereins entwickeln sollte. Sogleich gelangen von 1973 bis 1975 drei Meistertitel in Serie. darüber hinaus war der CA Peñarol 1974 der erste uruguayische Verein, der ein Spiel im Rahmen der Copa Libertadores in Argentinien gewinnen konnte, als der CA Huracán in Buenos Aires 3:0 geschlagen wurde. Nach zwei weiteren zweiten Plätzen in der Liga folgten zum Ausklang des Jahrzehnts zwei weitere Spitzenplatzierungen. Bei der ersten dieser beiden, 1978, stellte Morena gleich zwei außergewöhnliche Rekorde auf: Er krönte sich mit 36 Treffern zum Torschützenkönig mit den bis heute meisten Treffern und erzielte im Spiel gegen Huracán Buceo sieben Tore – ebenfalls eine nicht wieder erreichte Marke.

#### 1980–2000: Zwanzig weitere erfolgreiche Jahre
| 1981                                               | 01 |
| 1982                                               | 01 |
| 1983                                               | 07 |
| 1984                                               | 02 |
| 1985                                               | 01 |
| 1986                                               | 01 |
| 1987                                               | 08 |
| 1988                                               | 02 |
| 1989                                               | 03 |
| 1990                                               | 03 |
| 1991                                               | 04 |
| 1992                                               | 04 |
| Hellorange: Gewinn der uruguayischen Meisterschaft |    |

Die 1980er Jahre begannen für die Aurinegros mit zwei Meisterschaften 1981 und 1982. An ersterer hatten zwei überaus populäre Spieler einen wesentlichen Anteil: Rubén Paz, der mit 17 Toren Torschützenkönig wurde und Fernando Morena, der zuvor beim FC Valencia aktiv war und für die damalige Rekordablösesumme von umgerechnet 1.029.000 US-Dollar zu seinem ehemaligen Club zurückwechselte. 1982 gelang zudem der vierte Triumph bei der Copa Libertadores, als der chilenische Club de Deportes Cobreloa besiegt werden konnte (0:0, 1:0). Mitte Dezember des gleichen Jahres trat Peñarol daher in Tokio im Spiel um den Weltpokal gegen den Sieger des Europapokals der Landesmeister Aston Villa an. Nach einem 2:0-Sieg konnte sich die Mannschaft erneut als die beste der Welt bezeichnen und war das erste Team, das diesen Wettbewerb drei Mal gewann. Zwar gestaltete sich die Saison 1983 etwas durchwachsener, doch abermals spielte sich das Team in das Finale der Copa Libertadores und bezwang in der Halbfinalgruppe den Rivalen Nacional. Im Finale unterlag man dann jedoch dem brasilianischen Verein Grêmio Porto Alegre. 1985 und 1986 folgten weitere Meistertitel, wobei insbesondere letzterer sehr spezieller Natur war: Aufgrund wirtschaftlicher Probleme war Peñarol nicht in der Lage, die erste Partie der Saison auszutragen, was zu entsprechendem Punktverlust führte. Man einigte sich aber darauf, ein Entscheidungsmatch anzusetzen, falls Nacional die Schwarz-Gelben am Ende mit weniger als zwei Punkten überbieten sollte. Tatsächlich wurde Nacional mit einem Punkt Vorsprung vor Peñarol Tabellenerster, sodass es zu vereinbartem Aufeinandertreffen kam, das Peñarol schließlich mit 4:3 im Elfmeterschießen gewann. Trotz sich verschärfender mannigfacher finanzieller Schwierigkeiten und einer äußerst jungen Mannschaft mit einem Durchschnittsalter von lediglich 22 Jahren sicherten sich die Manyas 1987 ihre fünfte Copa Libertadores. Bezwungen wurde América de Cali aus Kolumbien, die zum dritten Mal hintereinander im Finale standen und zum dritten Mal verloren. Endete das Hinspiel noch mit einer Niederlage (1:2) für Peñarol, gelang es, im Rückspiel durch ein 1:0 auszugleichen, sodass ein drittes Entscheidungsspiel vonnöten war. Dieses wurde im Estadio Nacional de Chile in der chilenischen Hauptstadt Santiago de Chile ausgetragen und durch ein Last-Minute-Tor von Diego Aguirre in der 120. Minute zugunsten der Schwarz-Gelben 1:0 entschieden. Der Verein bekam somit nach 1966 und 1982 bereits zum dritten Mal die Copa-Libertadores-Trophäe in jenem Stadion überreicht. Für die folgenden knapp sechs Jahre sollte dies jedoch der letzte Titel überhaupt für den Verein sein.
| 1993                                               | 01 |
| 1994                                               | 01 |
| 1995                                               | 01 |
| 1996                                               | 01 |
| 1997                                               | 01 |
| 1998                                               | 03 |
| 1999                                               | 01 |
| Hellorange: Gewinn der uruguayischen Meisterschaft |    |

Eine erneute Glanzzeit erlebte der Verein in den 1990er Jahren. Diese begannen allerdings mit einer weiteren Verschärfung der Krise auf institutioneller Ebene und auch mit einer zeitweiligen Fortsetzung sportlichen Misserfolges. Unter diesen Umständen feierte man am 28. September 1991 das einhundertjährige Jubiläum des Clubs. Als Reaktion darauf gründete Nacional im Folgejahr die „Comisión del Decanato“, die die Zelebrierung des Jahrestages offen ablehnte, abermals die Argumente Nacionals bezüglich der Vereinsgründung darlegte und somit den alten Streit erneut aufbrach. Durch die Verpflichtung des torgefährlichen Mittelfeldspielers Pablo Bengoechea und unter der Leitung des neuen Trainers Gregorio Pérez lösten sich zumindest die sportlichen Sorgen relativ schnell und zwischen 1993 und 1997 konnte man sogar das zweite Quinquenio de Oro der Vereinsgeschichte feiern. Nach einem dritten Platz 1998 folgte im Jahr darauf ein weiterer Meistertitel. Zudem zog der CA Peñarol 1994 und 1995 in das Finale der Copa Conmebol ein.

#### 2001 – heute: Mittelmaß
| Saison | Platz |
| ------ | ----- |
| 2000   | 02    |
| 2001   | 03    |
| 2002   | 03    |
| 2003   | 01    |
| 2004   | 03    |
| 2005   | 03    |

| 2005/2006 | 016 * |
| 2006/2007 | 02    |
| 2007/2008 | 04    |
| 2008/2009 | 07    |
| 2009/2010 | 01    |
| 2010/2011 | 03    |
| 2011/2012 | 03    |
| 2012/2013 | 01    |
| 2013/2014 | 05    |
| 2014/2015 | 02    |
| 2015/2016 | 01    |
| Hellorange: Gewinn der uruguayischen Meisterschaft * Peñarol wurden als Strafmaßnahme 12 Punkte abgezogen; man musste aber nicht absteigen |       |

Das erste Jahrzehnt des neuen Jahrtausends verlief für den Verein aus sportlicher Sicht überaus durchwachsen. Zwar erreichte er regelmäßig vordere Tabellenplatzierungen, aber lediglich im Jahre 2003 konnte er die Meisterschaft gewinnen. Eine solche Negativserie hatte der Verein in über 70 Jahren des uruguayischen Profifußballs nicht erlebt. Das bis dato schlechteste Dekadenabschneiden datierte aus den 1930er und 1940er Jahren, als zwischen 1939 und 1948 nur zwei Titel gelangen. In der Saison 2005/06, der ersten mit im Zuge der Umstellung der Liga auf den europäischen Modus etablierter Hin- und Rückrunde (Apertura und Clausura), zog die AUF Peñarol gar zwölf Punkte als strafdisziplinarische Maßnahme ab, sodass die Mannschaft nur den 16. Rang belegte. In den folgenden Jahren gelang jedoch eine erneute Festsetzung auf den oberen Positionen der Tabelle und im Jahre 2010 der erneute Sieg in der Meisterschaft. Am 24. August des gleichen Jahres war Peñarol Einladungsgegner von Real Madrid im ausverkauften Estadio Santiago Bernabéu, musste sich im Spiel um die Trofeo Santiago Bernabéu den Europäern aber mit 2:0 geschlagen geben. Im Juni 2011 zog die Mannschaft zum ersten Mal seit 1987 wieder in das Finale der Copa Libertadores ein und traf dort auf den FC Santos. Im Verlaufe des Turniers setzte sich Peñarol gegen hochkarätige Gegner durch – unter anderem gegen den Rekordsieger CA Independiente sowie den Titelverteidiger SC Internacional. Nach einem 0:0 im ersten Finalspiel vor heimischer Kulisse mussten sich die Uruguayer im Rückspiel allerdings mit 2:1 geschlagen geben. Mit dieser zehnten Finalteilnahme in der Copa Libertadores stellte Peñarol einen neuen Turnierrekord auf.

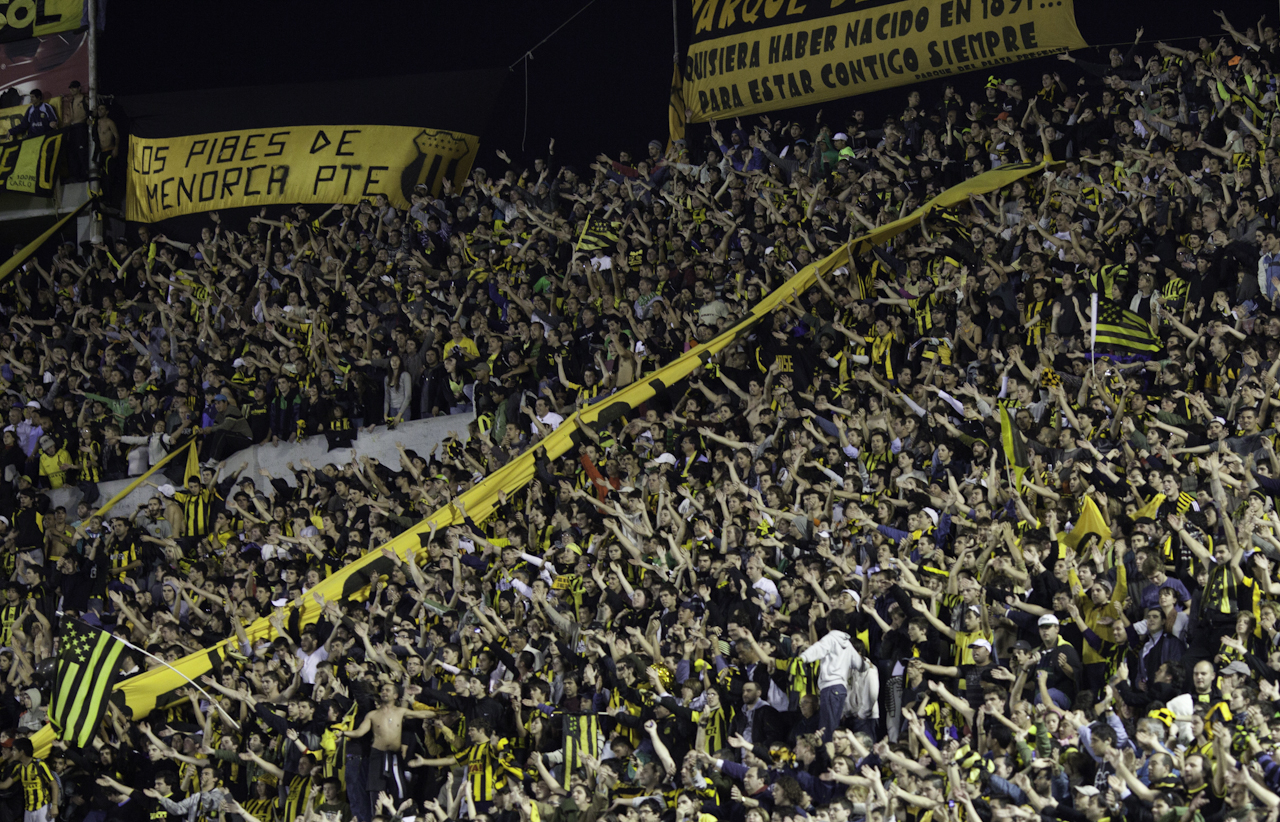
Meister 2010

Nachdem man in die Copa Libertadores 2012 mit nicht zufriedenstellenden Ergebnissen gestartet war, löste am 27. Februar 2012 Jorge Gonçalves Gregorio Pérez trotz eines zuvor erzielten zweiten Platzes im Torneo Apertura 2011 interimsweise als Trainer ab. Am 1. März 2012 wurde dann, wie bereits Tage vor der vollzogenen Entlassung seitens der Presse erwartet, Jorge „Polilla“ Da Silva neuer Trainer Peñarols. In der Saison 2012/13 gewannen die Aurinegros erstmals nach 16 Jahren wieder das Torneo Apertura. Auch in der Saisonabschlusstabelle behielt man die Tabellenführung nach einem zweiten Rang in der Clausura bei. Somit spielte man gegen den Clausura-Sieger Defensor um die Meisterschaft. In diesem Duell behielt man am 4. Juni 2013 aufgrund eines Hattricks von Antonio Pacheco mit 3:1 die Oberhand und wurde Landesmeister. Nach der Saison beendete Trainer Jorge Da Silva sein Engagement. Als neuer Trainer wurde am 18. Juni 2013 Diego Alonso bekannt gegeben. Er erhielt einen Ein-Jahres-Vertrag. Sein Trainerteam bestand aus den Assistenztrainern Fernando „Petete“ Correa und Edgardo Adinolfi sowie Fernando González als Torwarttrainer und Mauricio Marchetti (preparador físico). Am 5. Oktober 2013 stellte Alonso nach einem bis dahin wenig zufriedenstellenden Saisonverlauf mit lediglich einem Sieg und zwei Unentschieden aus sechs absolvierten Ligaspielen sein Traineramt zur Verfügung. Der Nachfolger auf der Trainerposition war seit 6. Oktober 2013 Jorge Gonçalves. Mit ihm belegten die Aurinegros nach Abschluss der Apertura 2013 den 8. Tabellenplatz. Am 27. Januar 2014 und somit weniger als eine Woche vor Beginn des Torneo Clausura 2014 gab Vereinspräsident Juan Pedro Damiani die Entlassung von Gonçalves bekannt. Mit Jorge Fossati, der Ende Januar 2014 mit seinem aus den Co-Trainern Sebastián Avellino und Leonardo Martins sowie Torwarttrainer Sergio Navarro bestehenden Trainerstab das Traineramt übernahm, wurde man in der Clausura Zweiter. Damit belegten die Aurinegros in der Jahresgesamttabelle der Saison 2013/14 den 5. Platz. Im Anschluss an eine 1:2-Niederlage im Clásico trat er nach 20 Siegen, zehn Unentschieden und neun Niederlagen aus 39 Pflichtspielen am 9. November 2014 von seinem Amt zurück. Nachfolger wurde am 11. November 2014 – zunächst als Interimslösung bis zum Apertura-Ende – Paolo Montero. Am 23. Dezember 2014 wurde Pablo Bengoechea als neuer Cheftrainer ab dem Jahr 2015 vorgestellt. Sein Trainerteam bestand aus Óscar Aguirregaray und José Enrique De Los Santos (beide Co-Trainer), Modesto Turrén („preparador físico“) und Torwarttrainer Oscar Ferro. Robert Lima übernahm die Mannschaft der Tercera División.
Die Saison 2015/16 schloss Peñarol als Tabellenerster der Gesamttabelle ab. Im anschließenden Meisterschafts(halb)finale, das zwischen dem Apertura-Sieger Peñarol und dem Gewinner der Clausura Plaza Colonia ausgetragen wurde, setzten sich die mittlerweile von Jorge Da Silva trainierten „Aurinegros“ mit 3:1 durch. Damit wurde man Uruguayischer Meister der Spielzeit 2015/16.

## Rivalität mit Nacional
Seit Anfang des 20. Jahrhunderts existiert eine überaus stark ausgeprägte Rivalität zwischen dem Club Atlético Peñarol und dem ebenfalls in Montevideo beheimateten Club Nacional de Football. Die Anhängerschaft für beide Clubs spaltet traditionell das Land und die jährlichen Spiele (Clásicos genannt) zwischen diesen Mannschaften haben einen immensen gesellschaftlichen Stellenwert. Sie sind in ihrer Bedeutung wohl nur mit den argentinischen Superclásicos zwischen den Boca Juniors und River Plate vergleichbar. Das Revierderby (FC Schalke 04 gegen Borussia Dortmund) kommt dem nahe, ist aber im Gegensatz zur nationalen auf lediglich regional begrenzte Anhängerschaft und Wirkung beschränkt.
Das erste Clásico wurde bereits in der ersten Amateursaison am 15. Juli 1900 ausgetragen und konnte mit 2:0 vom CURCC gewonnen werden. Am 1. November 1911 gewannen die Schwarz-Gelben mit 7:3 das Spiel um den Honours Cup; dies ist bis heute die torreichste Begegnung in der Geschichte des Derbys. Unter dem neuen Namen CA Peñarol trat der Club erstmals am 14. Dezember 1913, also nur zwei Wochen nach der Vereinsneugestaltung, gegen Nacional an. Diese hatten während der Amateurära leicht die Oberhand in der Bilanz der Clásicos – ein Trend, den Peñarol nach der Etablierung des Profifußballs 1932 umdrehte. Eines der berühmtesten Derbys fand am 9. Oktober 1949 statt. Ausgespielt wurde die erste Runde des uruguayischen Pokals und Peñarol führte zur Halbzeit 2:0. Daraufhin entschied sich die Mannschaft von Nacional, nach der Pause nicht zurück auf das Spielfeld zu laufen, sondern verließ das Stadion heimlich durch die Hintertüren der Umkleidekabinen. Ihre Fans argumentierten später, es hätte Diskonformitäten mit dem Schiedsrichter gegeben, während die Anhänger Peñarols die Angst Nacionals vor weiteren Gegentreffern als Ursache für die Flucht gefunden zu haben glauben. 1954 gewann Peñarol 5:0 und sicherte sich damit den höchsten Derbysieg. Bislang traten beide Teams in 241 Ligaspielen gegeneinander an – addiert man noch die diversen nationalen und internationalen Pokalwettbewerbe hinzu, summiert sich die Anzahl der Spiele auf 503. Die Bilanz ist in untenstehender Tabelle wiedergegeben:
| Spiele | Siege Peñarol | Unentschieden | Siege Nacional | Tore Peñarol | Tore Nacional |
| ------ | ------------- | ------------- | -------------- | ------------ | ------------- |
| 503    | 180           | 160           | 164            | 643          | 603           |

Ein weiterer permanenter Reibungspunkt zwischen den Vereinen, speziell zwischen den Anhängern, ist die Frage nach dem älteren Fußballverein. Der 1899 gegründete Club Nacional de Football beansprucht diesen Titel für sich und argumentiert, dass CA Peñarol erst 1913 als eigenständiger Fußballverein gegründet worden sei und nicht als Nachfolger des CURCC gelten könne, da dieser aufgelöst wurde. CURCC bestand bereits acht Jahre vor Nacional.
Laut manchen Quellen wurde jedoch der CURCC lediglich umbenannt nach dem Stadtteil Peñarol.

## Symbole

### Trikots

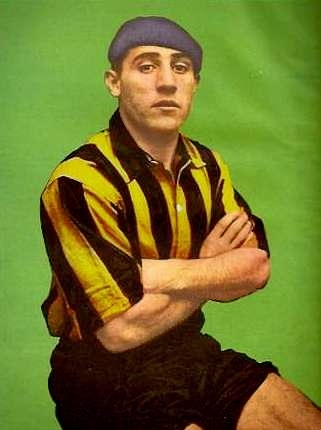
Severino Varela 1938 im Trikot von Peñarol

Von Beginn des Spielbetriebes an waren die Trikotfarben des CA Peñarol nahezu durchgehend schwarz und gelb und in Längsstreifen differenziert. Diese Farbgebung leitete sich von den uruguayischen Eisenbahnhinweisschildern und Bahnübergangsschranken ab und stand so in direktem Zusammenhang mit dem Ursprung des Vereins als Werksmannschaft der Central Uruguay Railway. Das erste Heimtrikot war zweigeteilt in eine schwarze rechte und eine schwarz-gelb gestreifte linke Seite mit gegensätzlich gefärbten Ärmeln sowie schwarzen Hosen und Stutzen. Diese Gestaltung wurde sowohl zur Clausura (Rückrunde) 1996 als auch zur Copa Libertadores 1998 wiederbelebt. 1901 und 1908 verwendete man Hemden mit schwarz-gelben Quadraten. Das Heimtrikot stammt in seiner ursprünglichen Gestaltung aus dem Jahre 1905 und sein Design hat sich seither stets nur minimal verändert, beispielsweise in der Sockenfarbe und der Breite und der Anzahl der Längsstreifen.
Das erste nachweisbare Auswärtstrikot aus dem Jahre 1891 besaß kleine Quadrate in schwarz und orange. Verallgemeinernd lässt sich sagen, dass die Farben und Formen im Laufe der Jahre sehr viel gestaltungsreicher waren – beispielsweise 1984 mit schwarz-gelben Querstreifen und 13 Jahre lang komplett einfarbig (1995 bis 2008 schwarz, 2001 bis 2008 gelb, 2004 bis 2008 grau). In den 1960er- und 1970er-Jahren wurden speziell in internationalen Freundschaftsspielen auch gänzlich andere Farbtöne verwendet, etwa 1971 im Montevideo Cup gegen FK Inter Bratislava grüne Oberteile. Seit September 2009 fungiert das berühmte erste Heimtrikot als Auswärtstrikot der Mannschaft. Mitte der 1950er Jahre führte der CA Peñarol als weltweit erster Verein die Trikotwerbung ein.
| Jahre     | Marke          | Herkunftsland              |
| --------- | -------------- | -------------------------- |
| 1979–1984 | Adidas         | Deutschland Bundesrepublik |
| 1984–1987 | Le Coq Sportif | Frankreich                 |
| 1987–1988 | Topper         | /                          |
| 1988–1991 | Puma           | Deutschland                |
| 1991–1996 | Nanque         | Argentinien                |
| 1996–1998 | Umbro          | England                    |
| 1998–1999 | Reebok         | England                    |
| 2000      | Covadonga      | Uruguay                    |
| 2001–2006 | Umbro          | England                    |
| seit 2006 | Puma           | Deutschland                |

| Jahre     | Unternehmen    | Herkunftsland      | Branche           |
| --------- | -------------- | ------------------ | ----------------- |
| 1984–1985 | ANDA           | Uruguay            | Versicherung      |
| 1987–1989 | Volkswagen     | Deutschland        | Automobil         |
| 1992–2000 | Parmalat       | Italien            | Molkereiprodukte  |
| 2000–2001 | Sports YA      | Vereinigte Staaten |                   |
| 2001–2003 | Doble Uruguaya | Uruguay            | Brauerei          |
| 2003–2006 | Pirelli        | Italien            | Reifen            |
| seit 2006 | ANTEL          | Uruguay            | Telekommunikation |

Ein besonderes Kuriosum in Verbindung mit Trikots des CA Peñarol war ein Freundschaftsspiel zwischen den Nationalmannschaften Brasiliens und Argentiniens am 3. Juni 1919 in Rio de Janeiro. Ausgespielt wurde die so genannte Copa Roberto Chery in Erinnerung an Roberto Chery, den ehemaligen Torwart von Peñarol, der kurz zuvor nur einen Tag nach dem Finale der Campeonato Sudamericano 1919 verstorben war. Zu Ehren Cherys trugen die Argentinier die Nationaltrikots Uruguays und Brasilien den Dress Peñarols. Das Spiel endete 3:3 und der Pokal wurde anschließend Peñarol übergeben. Zahlreiche Fußballvereine in Südamerika haben im Laufe der Jahre das überaus populäre Design der Trikots von Peñarol übernommen und laufen ebenfalls mit schwarz-gelben Längsstreifen auf. Zu diesen Teams zählen beispielsweise Olimpo de Bahía Blanca, der Club Almirante Brown, der Club Guaraní sowie der Deportivo Táchira Fútbol Club.

### Wappen und Flagge
Sowohl die offizielle Flagge des Vereins als auch sein Wappen wurden vom Architekten Constante Facello entworfen und gezeichnet, der dem Vorstand des CURCC angehörte. Im Laufe der Jahrzehnte nahm man nur wenige Änderungen vor und behielt die zwei Farben stets bei. Beide Vereinssymbole haben jeweils fünf schwarze und vier gelbe Streifen. Das Wappen trägt seit seiner zweiten Version elf Sterne, die die elf Spieler auf dem Fußballfeld symbolisieren sollen. Nachfolgend die Entwicklung des Wappens:
|  |  |  |  |  |  |  |  |

### Lieder
Anlässlich der Umbenennung des Vereins schrieb Segundo Espinosa 1914 den Text des zwei Jahre zuvor veröffentlichten irischen Marschmusik-Liedes It’s a Long Way to Tipperary um und kreierte auf der gleichen Melodie die erste Hymne für den CA Peñarol. Sie ist heutzutage nicht mehr allzu bekannt; wurde allerdings bereits 1918 leicht abgeändert auch die offizielle Hymne des argentinischen CA River Plate, wo sie bis heute gebräuchlich ist. Bei Heimspielen des CA Peñarol singen die Fans im Stadion heute vornehmlich das eingängige Lied Tu bandera amarilla y negra. Im Januar 2011, während der Präsentation des Kaders für die neue Clausura, stellte die Vereinsführung darüber hinaus die neue Hymne mit dem Titel Campeón del Siglo vor – kurz zuvor war der CA Peñarol von der International Federation of Football History & Statistics als bester südamerikanischer Club des 20. Jahrhunderts ausgezeichnet worden. Das Lied wurde von Roberto Martinez Barone mit Hilfe von Raul Medina, Julio Pérez, Damián Dewaily, Felipe Castro, Florence und Gabriel Groba Pasquet komponiert.

## Anhänger
Der Club Atlético Peñarol verfügt über eine sehr große Anhängerschaft. Eine in der uruguayischen Zeitung El observador veröffentlichte Erhebung der Beraterfirma FACTUM im Jahre 2006 ergab, dass sich 45 Prozent der Uruguayer als Fans von Peñarol bezeichnen. Vergleicht man die Umfrage mit ähnlichen Statistiken aus anderen Staaten Südamerikas, wird ersichtlich, dass CA Peñarol kontinental betrachtet den größten Prozentsatz der Landesbevölkerung als Anhänger hat.
Die Ultrà-Bewegung der Peñarol-Fans trägt den Namen La Caterva Aurinegra und hat den schlechtesten Ruf unter allen uruguayischen Anhängerschaften. Die von dieser Gruppe provozierten Kämpfe und Straßenunruhen haben im Laufe der Jahre zum Abzug von insgesamt 31 Meisterschaftspunkten und in der Folge zum Verlust dreier Meisterschaften für den Club geführt (Apertura 1994, Clausura 1997 und Clausura 2002). Zudem musste man 1995 sogar wegen der geringen Punktzahl ein Relegationsspiel gegen Liverpool Montevideo bestreiten, das allerdings gewonnen werden konnte.

## Sportstätten
Las Acacias / Estadio Centenario
Seit 1916 trug der CA Peñarol seine Heimspiele im eigens errichteten Stadion Las Acacias aus, das später im Gedenken an den langjährigen Vereinspräsidenten in Estadio Contador José Pedro Damiani umgetauft wurde. Eine mangelhafte Infrastruktur und die mit 12.000 Sitzen viel zu geringe Zuschauerplatzzahl waren jedoch der Grund dafür, dass im August 1997 eine Partie gegen Rampla Juniors FC die letzte Begegnung der Profimannschaft dort war. Seitdem spielt der Club im staatseigenen Estadio Centenario mit nahezu 74.000 Plätzen, das allerdings selten ausverkauft ist. Im Jahre 2006 liefen Verhandlungen mit der Investorengruppe Ficus Capital über die Konstruktion eines neuen internationalen Standards entsprechenden Stadions mit einer Kapazität von 40.000 Plätzen. Alternativ denkbar wäre ein entsprechender Umbau des Estadio Contador José Pedro Damiani. Die nicht unproblematische wirtschaftliche und institutionelle Situation des Vereins erschwert jedoch die kurz- und mittelfristige Umsetzung eines entsprechenden Projektes.
Complejo Deportivo Washington Cataldi
Dieser Sportkomplex, besser bekannt unter der umgangssprachlichen Bezeichnung Los Aromos, liegt nordöstlich Montevideos an der Ausfallstraße Ruta nacional n°8 Brigadier Gral. Juan A. Lavalleja. Es handelt sich um das Trainingsgelände der ersten Fußballmannschaft des Vereins und wurde von 1945 bis 1947 nach den Plänen des Architekten José Donato angelegt. Das ungefähr vier Hektar messende Gebiet erfuhr 1980 eine grundlegende Neu- und Umgestaltung.
Palacio Peñarol Cr. Gastón Güelfi

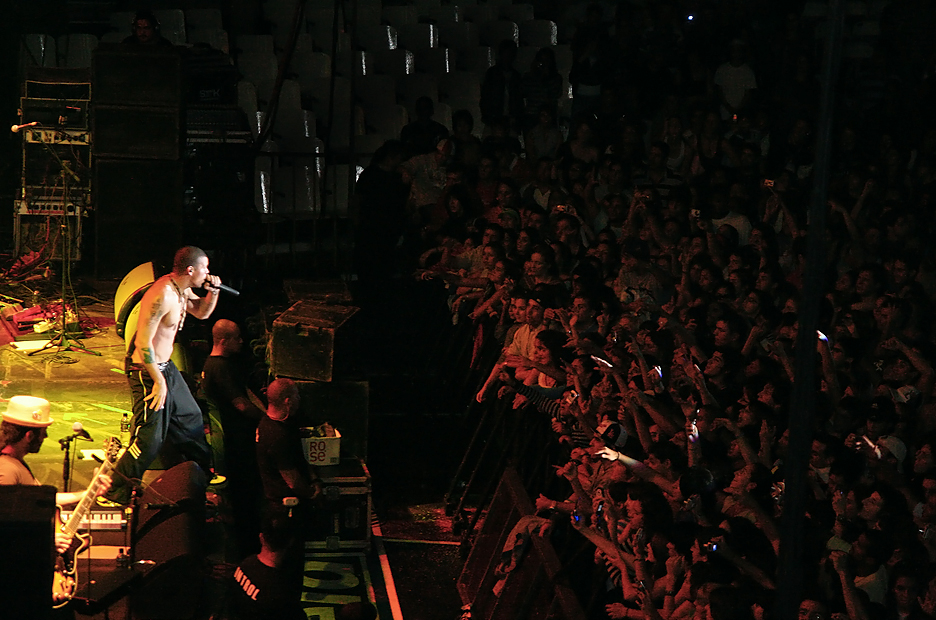
Die Band Calle 13 bei einem Konzert am 6. März 2008 im Palacio Peñarol

Die Mehrzwecksporthalle Palacio Peñarol Cr. Gastón Güelfi, als Alliteration oft vereinfachend Palacio Peñarol genannt, nimmt einen Straßenblock im Zentrum Montevideos ein – umrahmt von den Straßen Magallanes, Cerro Largo, Minas und Galicia. Das Gebäude mit einer Grundfläche von 3.896 Quadratmetern ist zu Ehren des verstorbenen Gastón Güelfi benannt, der dem Verein von 1958 bis 1972 als Präsident vorstand und besitzt eine charakteristische gelbfarbene Außenbemalung. Peñarol erwarb das entsprechende Grundstück bereits 1943 von der Im- und Exportfirma Ramón Bonvehi, doch erst Anfang der 1950er Jahre begann man während der Amtszeit des Präsidenten Constante Turturiello mit der Planung des Baus. Es gelang mit einer Spendenaktion unter den Vereinsmitgliedern 80 Prozent der Baukosten dieses sportlichen, kulturellen und sozialen Zentrums zu decken. Unter der Federführung des Managers Don Carlos Balsán veranstaltete der Club 1952 eine weitere Aktion, die es den Mitgliedern ermöglichte, einzelne Quadratmeter der geplanten Halle zu erwerben und somit in der Folge den Titel „Teilhaber des Palacio Peñarol“ zu erwerben. Die Unterstützung war so groß, dass die nötigen finanziellen Mittel für die Ausstattung und Einrichtung ohne Probleme zur Verfügung standen. Im Jahre 1955 erfolgte schließlich die Eröffnung der Halle, in der der CA Peñarol heutzutage seine Verwaltungsbüros sowie ein vereinshistorisches Museum unterhält sowie Boxkämpfe, Hallenfußballturniere und Fußball-Salsa veranstaltet – als Dank an die Fans für die Hilfen in der Vergangenheit zumeist kostenlos. Ebenso verhielt es sich früher auch mit Basketballspielen sowie Bahnrad- und Motorradrennen. Der Palacio Peñarol wird jedoch auch von zahlreichen Künstlern und Musikgruppen als beliebter Auftrittsort gebucht.
Centro de Alto Rendimiento
Zum 118. Vereinsjubiläum errichtete der CA Peñarol im Jahre 2009 an der Avenida Giannattasio das Centro de Alto Rendimiento (CAR), einen der modernsten Sportkomplexe Südamerikas. Er verfügt neben fünf Fußballplätzen, über ein Fitnessstudio, eine Turnhalle mit Kunstrasenplatz und ein eigenes Gymnasium, das allen Sportlern der Jugendklassen offensteht. Eröffnet wurde das CAR am 28. September vom Vereinspräsidenten Juan Pedro Damiani, der es der Presse vorstellte. Am Vortag wurden auf dem Gelände bereits die Mitglieder auf Lebenszeit als Anerkennung für ihre Laufbahn mit Medaillen geehrt.
Estadio Campeón del Siglo
Am 28. September 2012 (121. Vereinsjubiläums) präsentierte der Verein die Konstruktionspläne für seine neue, eigene Arena. Das Stadion, das bisher noch keinen Namen trägt, soll an der Ruta 102 am östlichen Stadtrand, 15 Kilometer außerhalb von Montevideo errichtet werden und 40.005 Zuschauern Platz bieten. Finanziert werden soll der Neubau durch den Verkauf von dauerhaften Sitzplätzen und VIP-Logen im Stadion sowie einem Kredit der Banco de la República Oriental del Uruguay. Die Gesamtkosten belaufen sich aktuellen Schätzungen zufolge auf etwa 40 Millionen US-Dollar (ca. 30 Millionen Euro). Das Stadion soll über ein 105 m × 68 m großes Spielfeld, einen Konferenzsaal für bis zu 70 Personen und zahlreiche Einkaufsmöglichkeiten verfügen und zudem als Vereinssitz und -museum dienen. Die Logen-Tribüne soll aus 107 so genannten Palcos bestehen, die jeweils 16 Fans Platz bieten sollen (insgesamt 2.660 Zuschauer). Darunter soll sich eine Tribüne mit 9.444 Sitzplätzen befinden. Die Haupttribüne gegenüber soll über 11.141, die beiden Tribünen an den Stirnseiten über jeweils 8.380 Sitzplätze verfügen. Das Stadion entspricht den offiziellen Anforderungen der FIFA.
Am 28. März 2016 fand das Eröffnungsspiel zwischen Peñarol und River Plate (4:1) statt.

## Zahlen und Daten der Fußballabteilung
- Internationaler Toptorschütze: Fernando Morena (22)
- Torschützenkönige der Primera División Profesional de Uruguay: 20

- Am Häufigsten: Fernando Morena (7)
- Meiste Tore als Torschützenkönig: Fernando Morena (36 im Jahre 1978)

- Torschützenkönige der Liguilla Pre-Libertadores de América: 10

- Am häufigsten: Fernando Morena (4)
- Meiste Tore als Torschützenkönig: Fernando Morena (12 im Jahre 1976)

- Meiste Tore in der Liga: Fernando Morena (203)
- Meiste Tore insgesamt: Fernando Morena (230)
- Meiste Tore in der Copa Libertadores: Alberto Spencer (48; auch Turnierrekord)

Profiära
- Meiste Tore in einem Spiel: Peñarol 9:0 Rampla Juniors (1962) oder Peñarol 11:0 Fénix (1953; auch Ligarekord)
- Meiste Gegentore in einem Spiel: Peñarol 2:7 Danubio FC (2005/2006)
- Höchster internationaler Sieg: Peñarol 11:2 Valencia (1970; auch Wettbewerbsrekord in der Copa Libertadores)
- Schlechteste Saisonplatzierung in der Liga: 14. (2005/2006)
- Meiste Siege in einer Saison: 24 (2000, 2002, 2003)
- Wenigste Siege in einer Saison: 5 (1983)
- Meiste Unentschieden in einer Saison: 12 (1983, 1984)
- Wenigste Unentschieden in einer Saison: 0 (1994)
- Meiste Niederlagen in einer Saison: 11 (2005/2006)
- Wenigste Niederlagen in einer Saison: 0 (1949, 1954, 1964, 1967, 1968, 1975, 1978)
- Meiste Saisontore: 91 (2002; Ligarekord)
- Längste Serie an ungeschlagenen Spielen: 56 (in den Spielzeiten 1966, 1967, 1968 und 1969; Ligarekord)[31]

Amateurzeit
- Meiste Tore in einem Spiel: CURCC 12:0 Triunfo (1903)
- Schlechteste Saisonplatzierung in der Liga: 7. (1908)
- Meiste Siege in einer Saison: 22 (1927)
- Wenigste Siege in einer Saison: 5 (1913)
- Meiste Unentschieden in einer Saison: 10 (1927)
- Wenigste Unentschieden in einer Saison: 0 (1900, 1902, 1905, 1906)
- Meiste Niederlagen in einer Saison: 6 (1927)
- Wenigste Niederlagen in einer Saison: 0 (1900, 1901, 1903, 1905, 1907, 1926)
- Meiste Saisontore: 66 (1928)
- Längste Serie an ungeschlagenen Spielen: 30 (in den Spielzeiten 1922 sowie 1926 und 1927)

## Trainer
- 1922–1924: Horacio Supicci
- 1924–1927: Leonardo De Lucca
- 1928–1930: Juan C. Bertone
- 1931–1934: Leonardo De Lucca
- 1935–1940: Athuel Velázquez
- 1942: Lorenzo Fenández, John Harley, Jorge De Hegedus, José Piendibene
- 1943: César L. Gallardo
- 1944–1945: Aníbal Tejada
- 1948: Randolf Galodway
- 1949–1951: Emérico Hirsch
- 1952–1955: Gerardo Spósito
- 1958–1959: Hugo Bagnulo
- 1959–1961: Roberto Scarone
- 1962: Béla Guttmann, Pelegrín Anselmo
- 1963–1968: Roque Máspoli
- 1968: Rafael Milans
- 1969–1970: Ernesto Ledesma, Osvaldo Brandão
- 1970–1971: Roque Máspoli
- 1971: Juan E. Hohberg
- 1972: Ondino Viera, Néstor Goncalves
- 1973: Juan R. Faccio
- 1973–1975: Hugo Bagnulo
- 1976: Juan A. Schiaffino
- 1976–1977: Roque Máspoli
- 1977–1980: Dino Sani
- 1980: José Etchegoyen, Jorge Kistenmacher, Alcides Ghiggia, Mario Tuani
- 1981: Luis Cubilla
- 1982–1984: Hugo Bagnulo
- 1984: Hugo Fernández
- 1984–1986: Roque Máspoli
- 1987: Óscar Tabárez
- 1988: Fernando Morena, Roque Máspoli, Ladislao Mazurkiewicz
- 1989: Ladislao Mazurkiewicz, Carlos Aguilera, Walter Róque
- 1990: Roberto Fleitas, Juan J. Duarte
- 1990 bis 27. April 1991: César Luis Menotti.[32][33]
- ab 2. Mai 1991: Ricardo Ortíz (Co-Trainer: Carlos Aguilera)[34]
- 1992: Ljubo Petrovic[35]
- 1992: Roque Máspoli
- 1992: Walter Olivera
- 1992: Juan Ricardo Faccio
- 1993–1995: Gregorio Pérez
- 1996: Jorge Fossati, Alejandro Botello
- 1997–1998: Gregorio Pérez
- 1999–2001: Julio César Ribas
- 2002: Gregorio Pérez
- 2003–2004: Diego Aguirre
- 2005: Fernando Morena
- 2006: Luis Garisto
- 2006: Mario Saralegui
- 2006–2007 Gregorio Pérez
- 2007–2008: Gustavo Matosas
- 2008–2009: Mario Saralegui
- 2009: Julio César Ribas
- 2009: Víctor Púa
- 2010: Diego Aguirre
- 2010: Manuel Keosseián
- 2010: Edison Machín
- 2010–2011: Diego Aguirre[36]
- 2011–2012: Gregorio Pérez
- 2012: Jorge Gonçalves
- 2012–2013: Jorge Da Silva[37]
- 2013: Diego Alonso[13]
- 2013–2014: Jorge Gonçalves[15]
- 2014: Jorge Fossati
- 2014: Paolo Montero
- 2015–2016: Pablo Bengoechea
- 2016: Jorge Da Silva
- 2016: Fernando Curutchet
- 2016–2018: Leonardo Ramos
- 2018–2019: Diego López
- 2019–2020: Diego Forlán
- seit 2020: Mario Saralegui[38]

## Erfolge
National
- Uruguayischer Meister: 1932, 1935, 1936, 1937, 1938, 1944, 1945, 1949, 1951, 1953, 1954, 1958, 1959, 1960, 1961, 1962, 1964, 1965, 1967, 1968, 1973, 1974, 1975, 1978, 1979, 1981, 1982, 1985, 1986, 1993, 1994, 1995, 1996, 1997, 1999, 2003, 2009/10, 2012/13, 2015/16, 2017, 2018, 2021, 2024
- Uruguayischer Amateurmeister: 1900, 1901, 1905, 1907, 1911, 1918, 1921, 1928, 1929
- Meister der Federación Uruguaya de Fútbol: 1924
- Copa del Consejo Provisorio: 1926
- Liguilla Pre-Libertadores de América: 1974, 1975, 1977, 1978, 1980, 1984, 1985, 1986, 1988, 1994, 1997, 2004
- Copa Montevideo: 1918, 1954, 1971
- Torneo Ciudad de Montevideo: 1980[39]

International
- Weltpokal: 1961, 1966, 1982
- Copa Libertadores: 1960, 1961, 1966, 1982, 1987
- Supercopa de Campeones Intercontinentales: 1969[40]
- Copa Competencia Chevallier Boutell: 1910, 1916
- Copa de Honor Cousenier: 1909, 1911, 1918
- Copa Aldao (Copa Río de la Plata): 1928
- Copa de Confraternidad Escobar-Gerona: 1942
- Copa Parmalat: 1993, 1994, 1996, 1998
- IFA Shield: 1985
- Campeonato Internacional de Verano: 2012
- Trofeo Teresa Herrera: 1974, 1975
- Copa Mohamed V: 1974
- Trofeo Ciudad de Murcia: 1973, 1991
- Trofeo Ciudad de Zaragoza: 1988
- Trofeo Costa del Sol: 1975

## Andere Sportarten

### Basketball
Die Basketballsparte des CA Peñarol hatte ihre Wurzeln im Club Piratas, einem kleinen Ende 1920 gegründeten Basketballverein. Dieser ging 1931 in Peñarol auf und neun Jahre darauf, 1940, erfolgte eine erste Teilnahme an den offiziellen Ligaspielen der Federación Uruguaya de Basketball (FUBB) in der vierten Liga. Binnen weniger Jahre gelang ein rasanter sportlicher Aufstieg und 1943 der Eintritt in die erste Liga. In jener Saison belegte man zeitweise den dritten Tabellenrang und im Folgejahr 1944 gewann Peñarol seine erste Meisterschaft. Bereits ein Jahr später zählte der Club aus Montevideo allerdings zu einer Gruppe von Vereinen, die sich von der FUBB abspalten und eine eigene Liga mit professionellem Charakter eröffnen wollten. Dieses Projekt scheiterte und Peñarol gliederte sich 1947 wieder ein. Nach einem erneuten Meistertitel 1952 sowie zwei Siegen des Winterwettbewerbes in den Jahren 1953 und 1955 folgte eine Periode sportlichen Niedergangs, die ihren negativen Höhepunkt 1968 im Abstieg in die zweite Liga fand. Es gelang jedoch der rasche Wiederaufstieg und nur fünf Jahre später konnten die Schwarz-Gelben ihren dritten Meisterschaftserfolg feiern, dem 1978 und 1979 der vierte und der fünfte sowie in den gleichen Jahren auch erneute Triumphe im Winterwettbewerb folgten. Die Saison des Jahres 1979 war zudem die erste Profisaison Uruguays. Die zweifellos erfolgreichsten zwei Jahre der Basketballsparte des CA Peñarol waren 1982 und 1983, als auf nationaler Ebene zunächst abermals das Double gelang und man 1983 auch noch den Südamerikapokal der Meister erringen konnte. Im Finale unterlag der brasilianische CA Monte Líbano.
Nichtsdestotrotz folgte schon 1985 ein erneuter Abstieg. In Kombination mit wirtschaftlichen Problemen führte dies 1997 zum endgültigen Austritt des Vereins.

### Radsport
Seit der Etablierung der in der Karwoche ausgetragenen und von der Federación Ciclista Uruguaya organisierten Vuelta Ciclista del Uruguay als größtem Radrennen Uruguays im Jahre 1939 partizipierten immer auch Sportler des CA Peñarol. Anfangs gelang es, sehr gute Ergebnisse zu erzielen. So gewannen Dante Sudati (1952), Aníbal Donatti (1953), Luis P. Serra (1954, 1955) und Juan B. Tiscornia (1956) in den 1950er Jahren fünf Austragungen der Veranstaltung in Folge – ein in der Historie des Rennens einzigartiger Erfolg für einen Verein. Darüber hinaus gelang 1956 und 1959 auch der Sieg in der Teamwertung. Zwischen 1964 und 1989 verzeichnete man jedoch einen Leistungsabfall und verbuchte in der Folge auch keine vorderen Platzierungen bei der Tour. Dies änderte sich erst, als der Rekordsieger Federico Moreira die Rennen der Jahre 1990 und 1991 für sich entschied und der Club in beiden Fällen erneut Teamsieger wurde. Diese Rückkehr in die Spitze des südamerikanischen Radrennsports fand ihre Fortsetzung mit einem erneuten Doppeltriumph 2002 – neben der Mannschaft gewann Gustavo Figueredo die Einzelwertung.
Mit einem Sieg von José María Orlando 1990 konnte Peñarol auch einen Erfolg bei den Rutas de América feiern – ebenso wie die Tour auf der UCI America Tour 2010 in die Kategorie 2.2 eingestuft. Fünfmal stand ein Athlet der Schwarz-Gelben zum Abschluss der Eastern Millar Miles auf dem Siegertreppchen:Atilio Francois 1952, Aníbal Donatti 1953, Mario Debenedetti 1954, Juan B. Tiscornia 1956 und Walter Llado 1961.

### Futsal
Im Jahre 1968 etablierte der CA Peñarol eine Sparte für Futsal, die in Hallen gespielte Variante des Fußballs. In den ersten Jahrzehnten ihres Bestehens konnte die Mannschaft zahlreiche nationale und internationale Erfolge feiern, die mit dem Gewinn der Klubweltmeisterschaft 1987 gekrönt wurde. Infolge der Neustrukturierung des Sports und seiner Eingliederung in die Statuten der FIFA trat der Verein ab 1995 in offiziellen von der AUF organisierten und ausgeschriebenen Turnieren an. Bereits im ersten Jahr des neuen Systems gelang es, den Meistertitel zu erringen – eine Leistung, die in den folgenden zwei Jahren sowie 1999 wiederholt werden konnte. Auch 2003 und 2004 wurde Peñarol Tabellenerster; die U-20-Mannschaft sicherte sich in den Jahren 1998, 1999 und 2000 dreimal in Folge den Titel.